# Гедемура
Гедемура (швед. Hedemora) — містечко (tätort, міське поселення) у центральній Швеції в лені  Даларна. Адміністративний центр комуни  Гедемура.

## Географія
Містечко знаходиться у південній частині лена  Даларна за 150 км на північний захід від Стокгольма.

## Історія
Гедемура є найдавнішим містом Даларни. У 1446 році вона отримала міські права та дозвіл на проведення ярмарків від короля Хрістофера Баварського, що було підтверджене в 1449 році його наступником Карлом Кнутсоном. У 1459 році вже король Крістіан дозволив місту формувати міський суд і право мати мера, райців і суддів (лавників). Надалі міські привілеї підтверджували й розширювали інші монархи: Густав Ваза, Юган III, Карл IX, Густав II Адольф, королева Христина і Фредерік I.
Густав Ваза заснував свій перший монетний двір у Гедемурі в 1521 році, який функціонував лише до 1524 року. Монети з цього двора мали вирізну форму й їх називали «даларнськими кліппами». 
У 1754 і 1849 рр. місто дуже сильно постраждало від пожежі. Пожежа в 1754 р. знищила 90 з 110 ділянок у місті, включаючи всі зернові склади. Проте масові руйнування дозволили модернізувати міську структуру й надати їй більш строге планування.
На початку ХХ століття з розвитком нових галузей промисловості місто почало також зростати, а його населення вдвічі збільшилося за період 1900-1930 років.

## Герб міста
Від XVI століття місто Гедемура використовувало герб з ялиною. Його згадує королівський привілей Югана ІІІ, виданий для міста 1589 року. 
Герб отримав королівське затвердження 1943 року.
Сюжет герба: у срібному полі зелена ялина.
Ялина уособлює лісове господарство та природні багатства.
Після адміністративно-територіальної реформи, проведеної в Швеції на початку 1970-х років, муніципальні герби стали використовуватися лишень комунами. Цей герб був 1971 року перебраний для нової комуни Гедемура.

## Населення
Населення становить 7 605 мешканців (2018).

## Економіка
Індустріальна ера в Гедемурі почалася на рубежі 1900-х років, хоча деякі галузі були започатковані ще в 1870-х роках, зокрема виробництво сільськогосподарської техніки. На початку 1900-х років промисловість міста включала дві лісопилки, кілька млинів, молочну та поліграфічну фабрику.

## Спорт
У Гедемурі базуються хокейний клуб Гедемура СК, спортивний клуб ІФК Гедемура, який має секції футболу, гандболу та інших видів спорту.

## Галерея

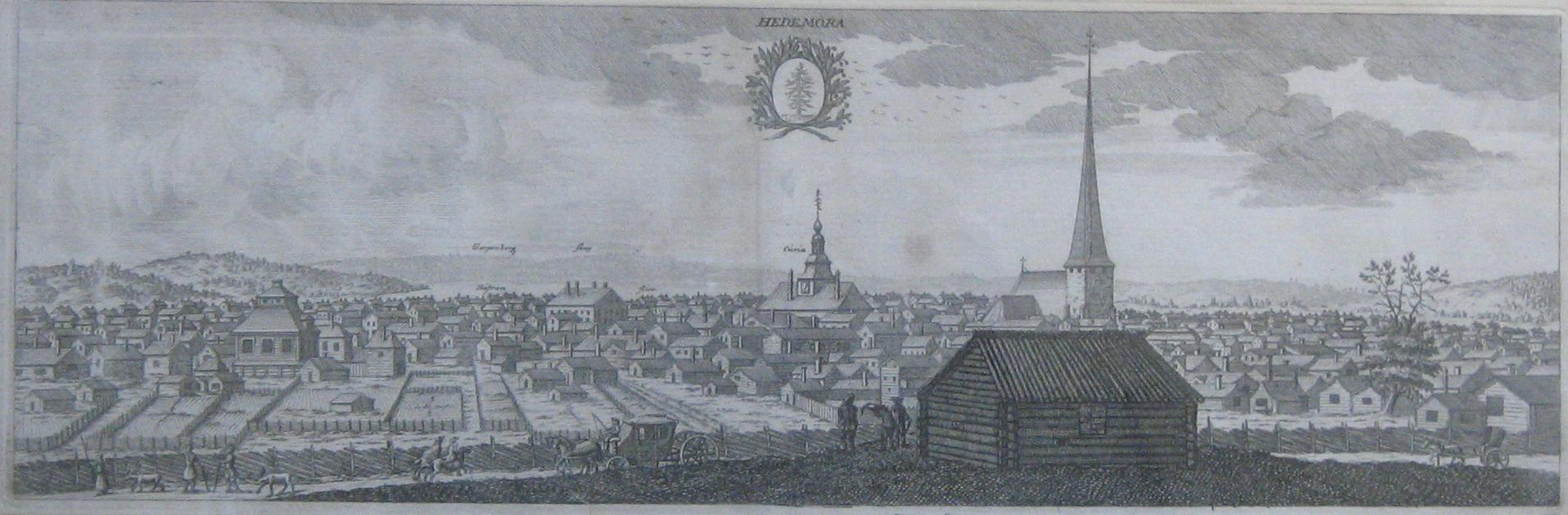
Гравюра з панорамою міста Гедемура (біля 1700 р.)

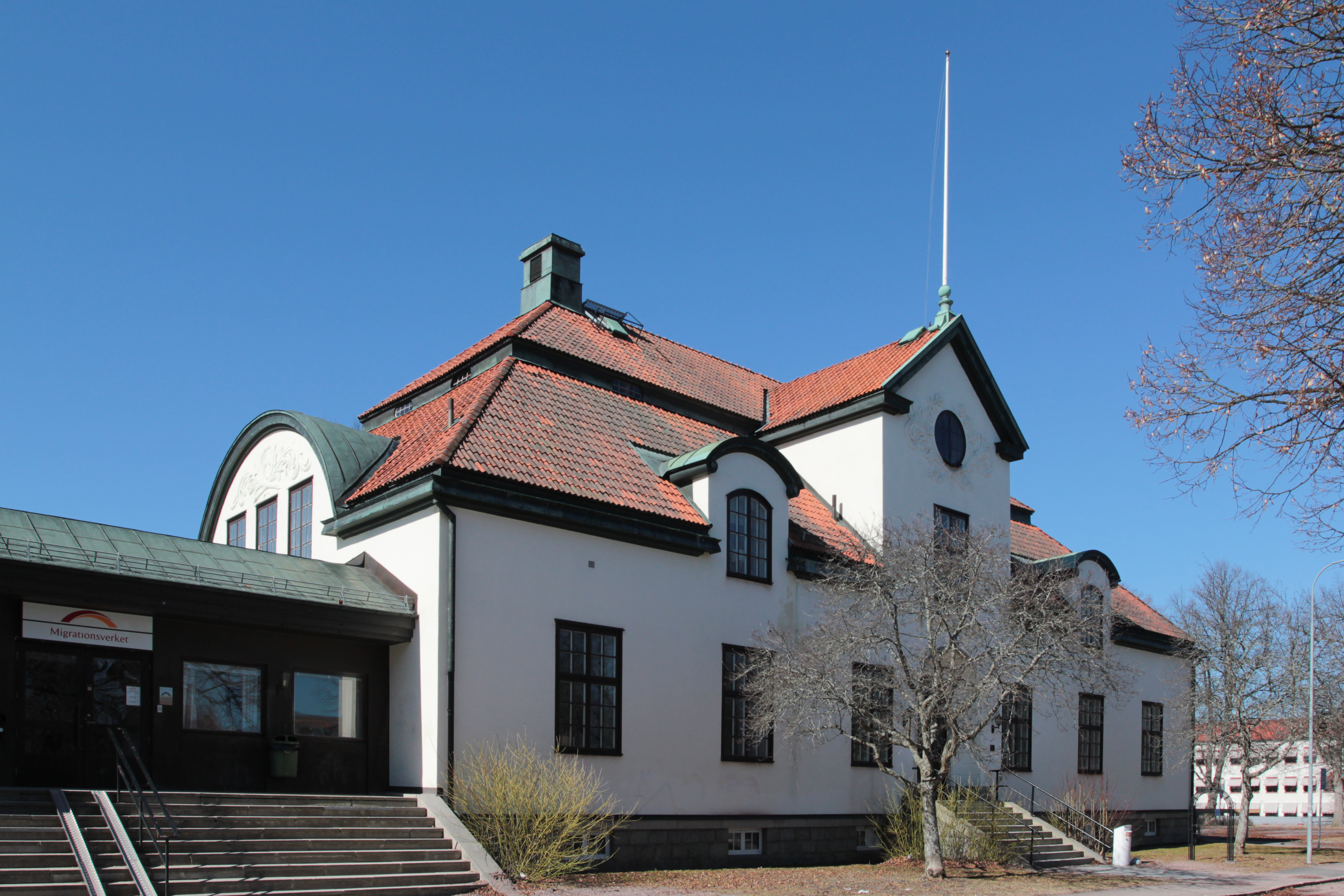
Будинок суду
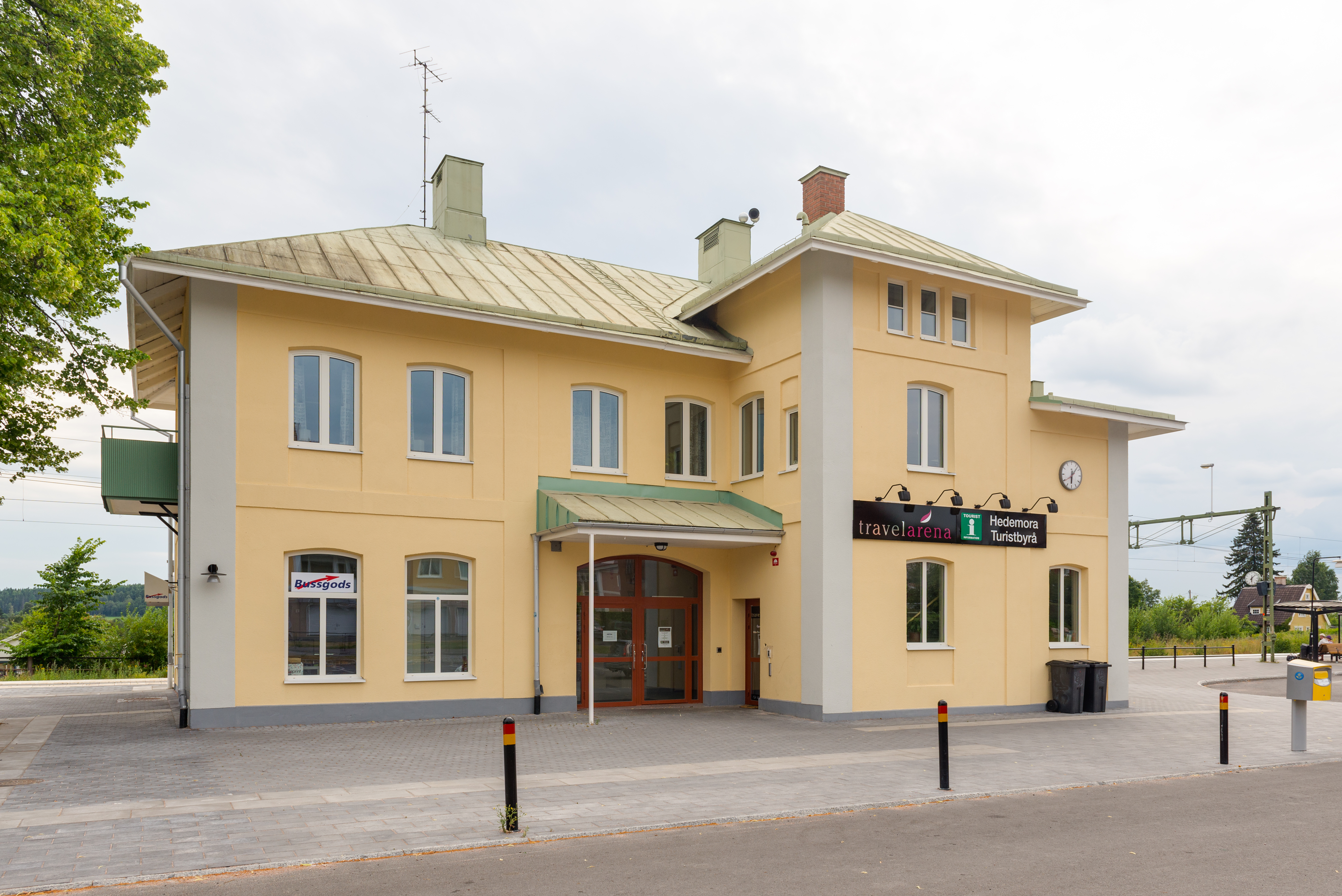
Залізнична станція
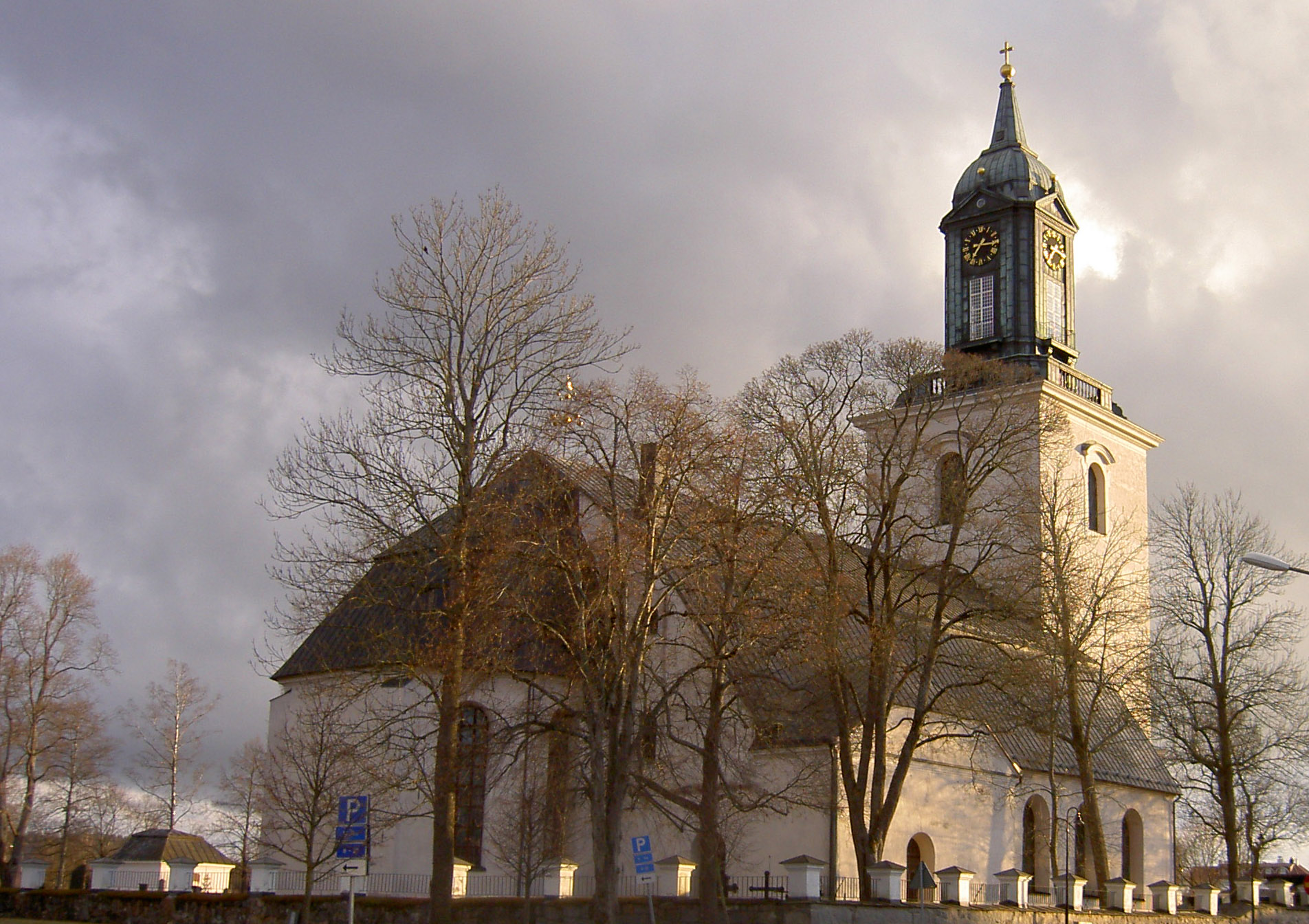
Церква
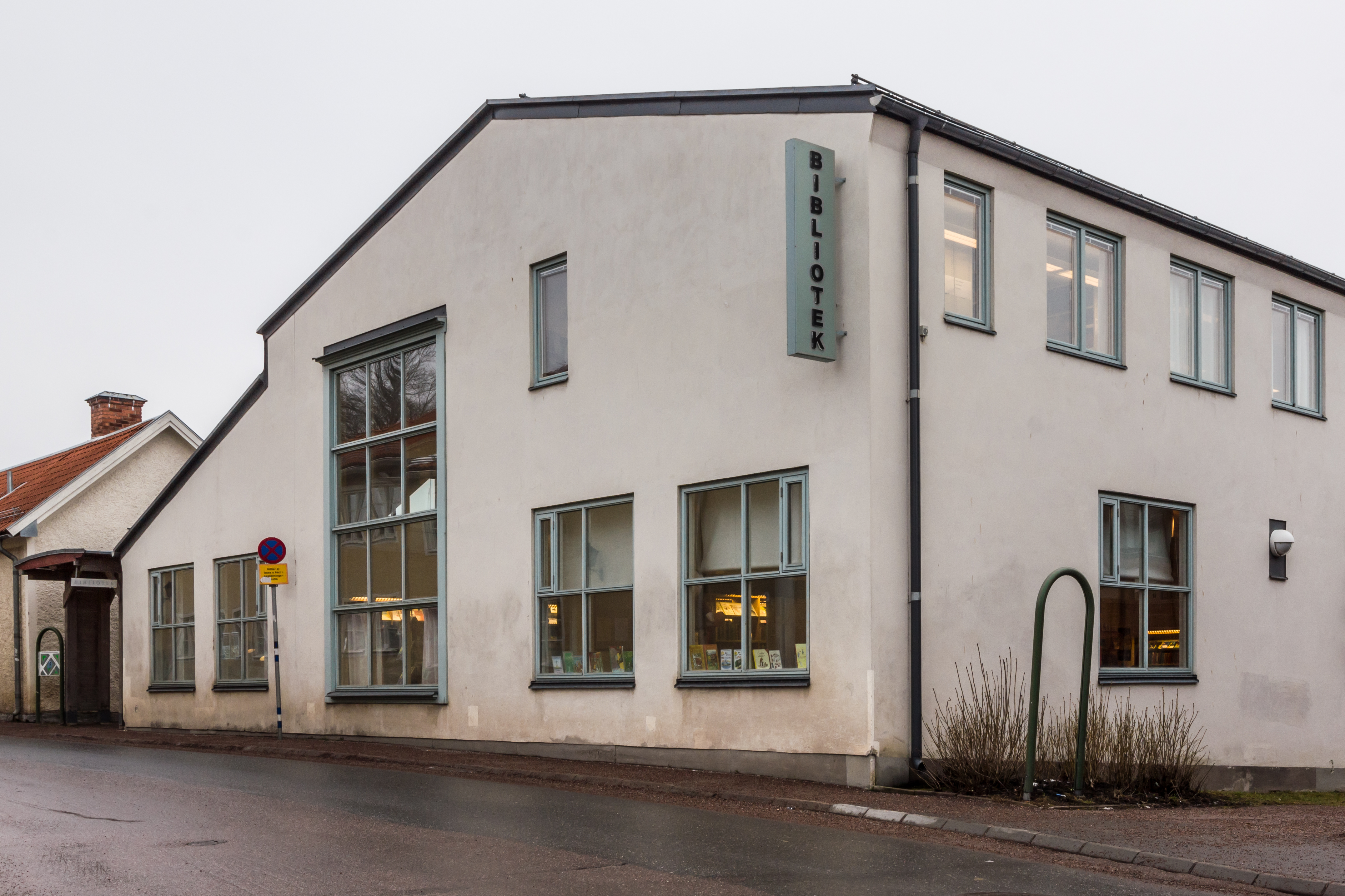
Міська бібліотека
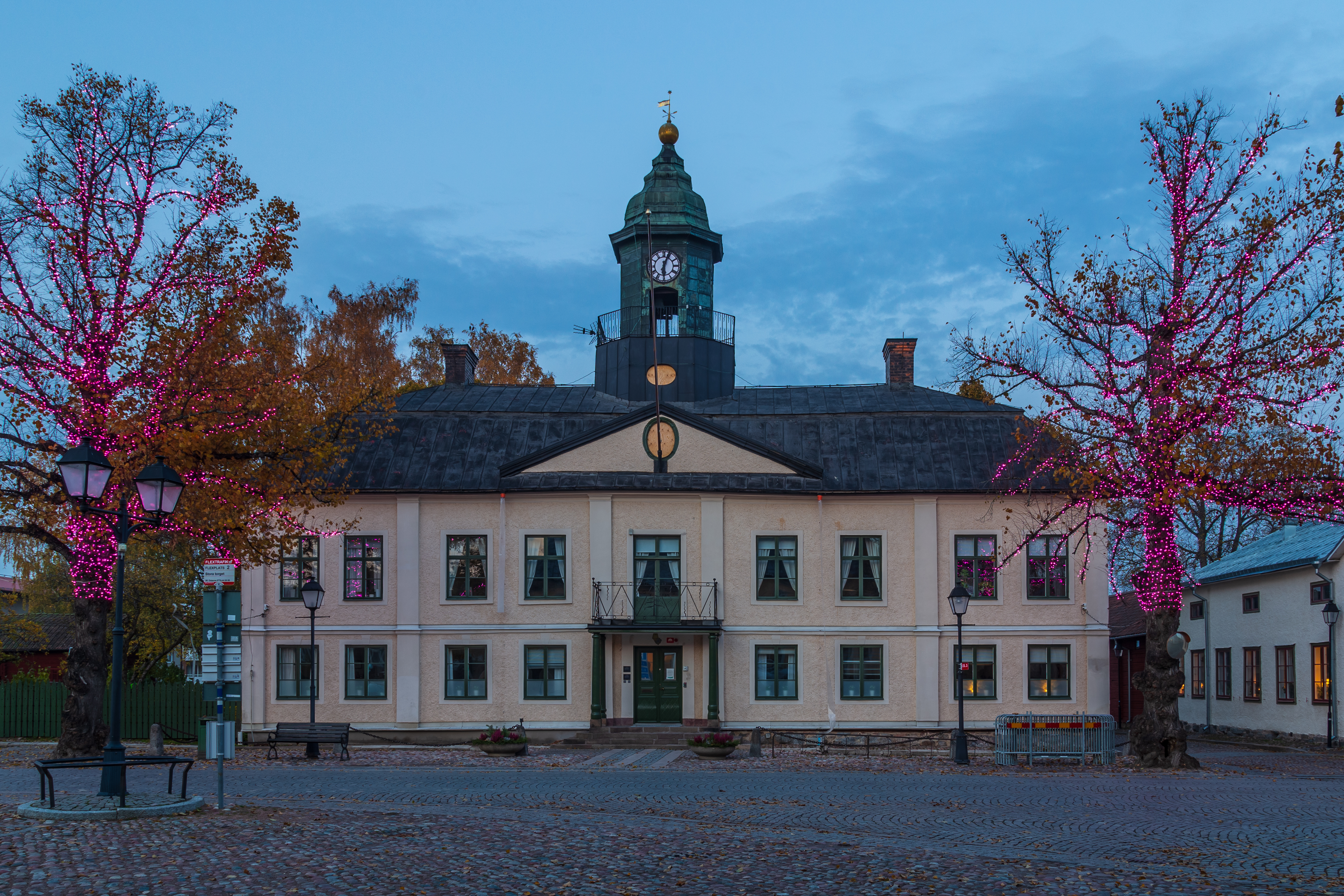
Ратуша

## Покликання
- se Сайт комуни Гедемура[недоступне посилання з серпня 2019]